# Rhinella dapsilis
El sapo orejón (Rhinella dapsilis) es una especie de anfibios de la familia Bufonidae.
Se encuentra en la amazonía de Colombia, Brasil, Ecuador y Perú, en altitudes entre 100 y 300 m. Su hábitat natural es el bosque húmedo tropical amazónico.